# 小泉正昭
小泉 正昭（こいずみ まさあき、1939年2月8日 - ）は、日本のアナウンサー、ジャーナリスト、ニュースキャスター。
神奈川県出身。早稲田大学政治経済学部卒業。

## 略歴
1962年4月、TBSにアナウンサー8期生として入社（同期入社には清水将夫・鈴木史朗・梅田早苗・古村朋子・佐藤紀子・塩田光代・清水恵子・富田幸子・山口紘子）。
主にニュースや報道番組を担当し、1963年11月1日に報道局ニュース部アナウンサー。1967年11月15日にアナウンサー研修室設置に伴い報道局ラジオニュース部兼アナウンサー研修室付に。その後、テレビ本部報道局ラジオニュース部（1970年7月）、テレビニュース部兼ラジオ局ラジオニュース部（1972年11月）、報道局報道センターに在籍し、中でも1966年2月に起きた全日空羽田沖墜落事故、1972年9月の日中国交回復などの取材、中継リポートに携わった。一方でドキュメンタリー番組のナレーションを担当したこともあった。
1979年秋から3年半の間は「JNNニュースデスク」のキャスターを務める。

『ニュースデスク』降板後は編集センター（1994年1月）、放送技術局（1994年6月）、報道局（1997年4月）に在籍し、1999年2月、TBSを定年退職。
1990年代半ばに放映されたTBSの年末特番の一コーナーで、小泉の来歴が取り上げられた。それによると彼は入社の翌年に国鉄鶴見事故の取材に駆り出され、その後も上記の全日空羽田沖墜落事故など大惨事の取材、リポートを度々経験したため、いつしか「修羅場の小泉」の異名が付いたという。

## 出演番組

### TBS
| 期間       | 期間      | 番組名            | 役職                     |
| ---------- | --------- | ----------------- | ------------------------ |
| 1967年     | 1967年    | 現代の主役        | ナレーション             |
| 1979年10月 | 1980年3月 | JNNニュースデスク | 木・金曜日担当キャスター |
| 1980年4月  | 1980年8月 | JNNニュースデスク | 木～土曜日担当キャスター |
| 1980年9月  | 1983年3月 | JNNニュースデスク | 平日担当キャスター       |